# Cassis (mollusque)
Pour les articles homonymes, voir Cassis.
Genre
Synonymes
- genre Cassidea Bruguière, 1789[1]
- sous-genre Cassis (Cassis) Scopoli, 1777[1]
- sous-genre Cassis (Hypocassis) Iredale, 1927[1]
- sous-genre Cassis (Morionella) Dall, 1909[1]
- genre Goniogalea Mörch, 1857[1]
- genre Hypocassis Iredale, 1927[1]
- genre Nannocassis Iredale, 1927[1]

Cassis est un genre de mollusques gastéropodes de la famille des Cassidae.

## Liste des espèces
Selon World Register of Marine Species (4 novembre 2018) :
- Cassis abbotti Bouchet, 1988
- Cassis brasili (Cossmann & Pissarro, 1905) †
- Cassis cornuta (Linnaeus, 1758)
- Cassis fimbriata Quoy & Gaimard, 1833
- Cassis flammea (Linnaeus, 1758)
- Cassis kreipli Morrison, 2003
- Cassis lelongi Gain, Belliard & Le Renard, 2017 †
- Cassis madagascariensis Lamarck, 1822
- Cassis nana Tenison Woods, 1879
- Cassis nigellensis Gain, Belliard & Le Renard, 2017 †
- Cassis norai Prati Musetti, 1995
- Cassis parfouruorum Gain, Belliard & Le Renard, 2017 †
- Cassis patamakanthini Parth, 2000
- Cassis tessellata (Gmelin, 1791)
- Cassis tuberosa (Linnaeus, 1758)

## Galerie

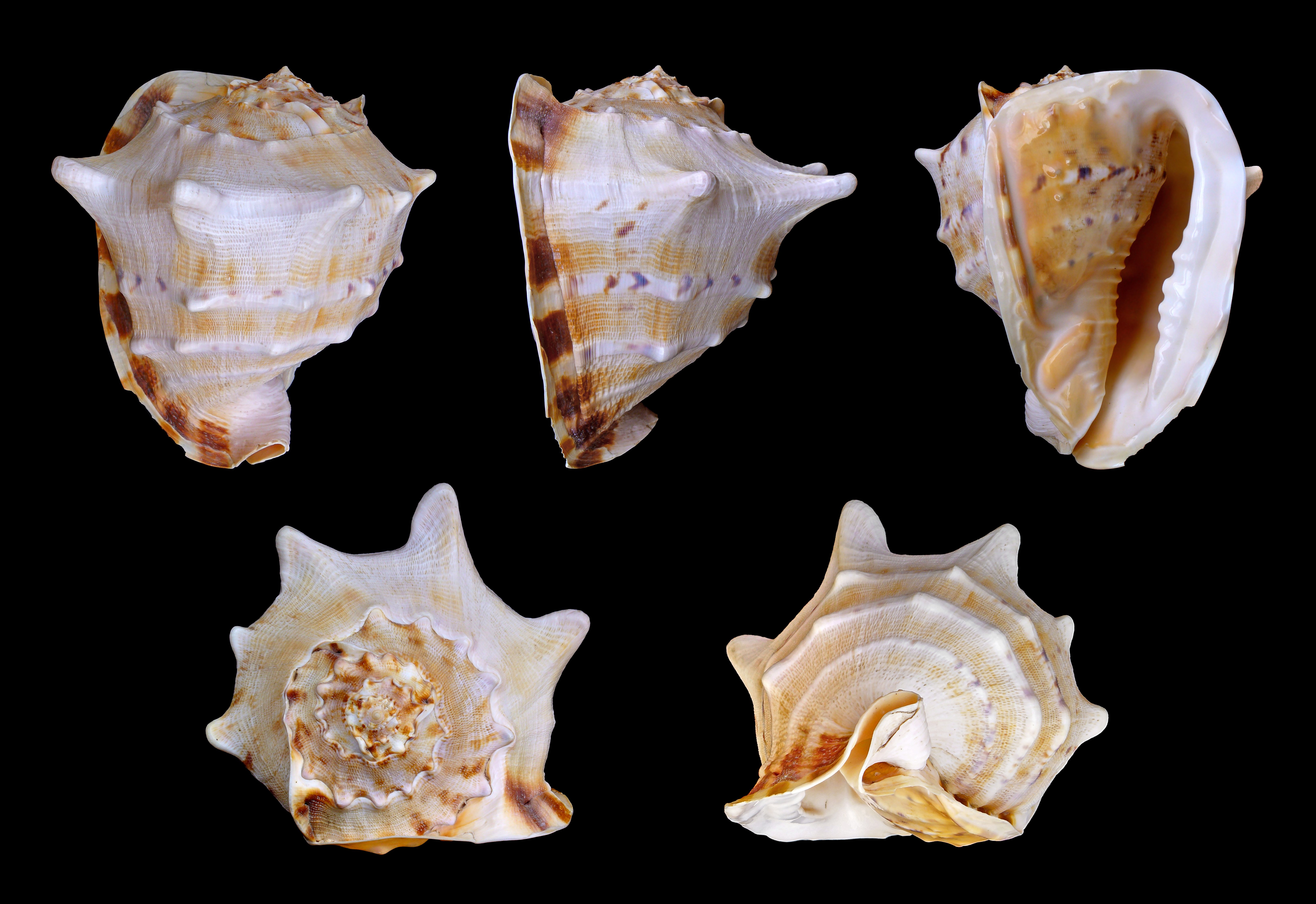
Cassis cornuta
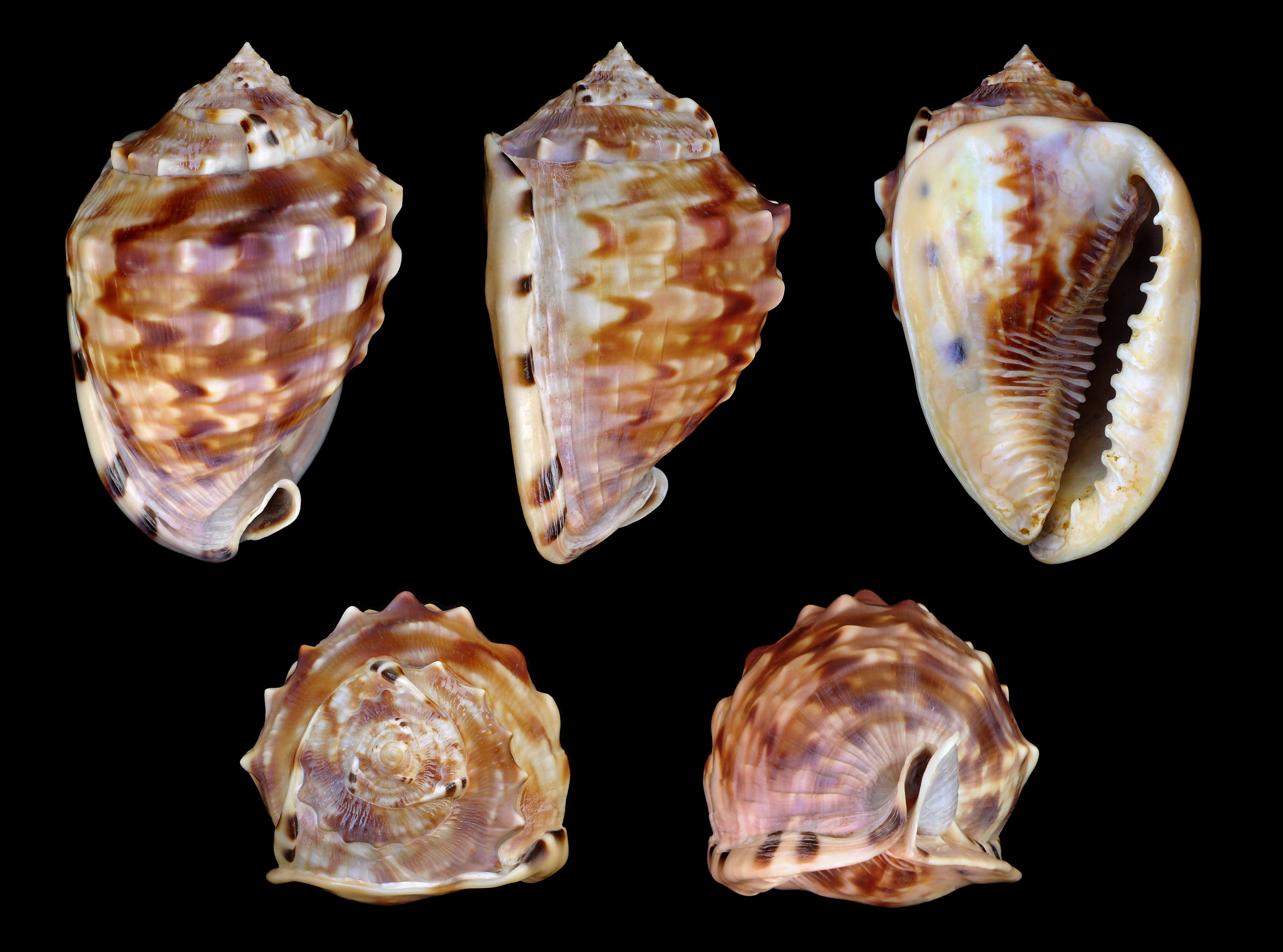
Cassis flammea
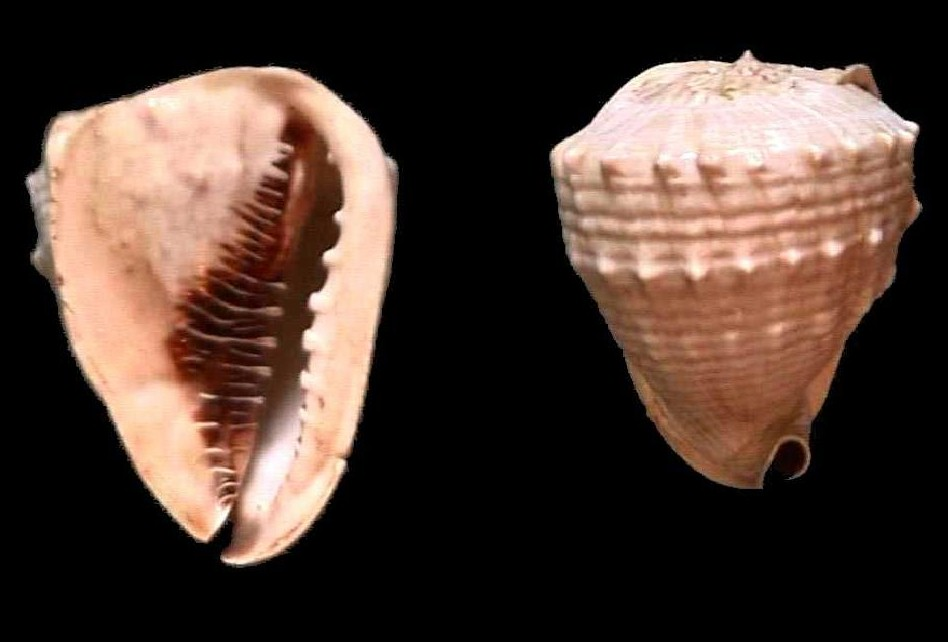
Cassis madagascariensis
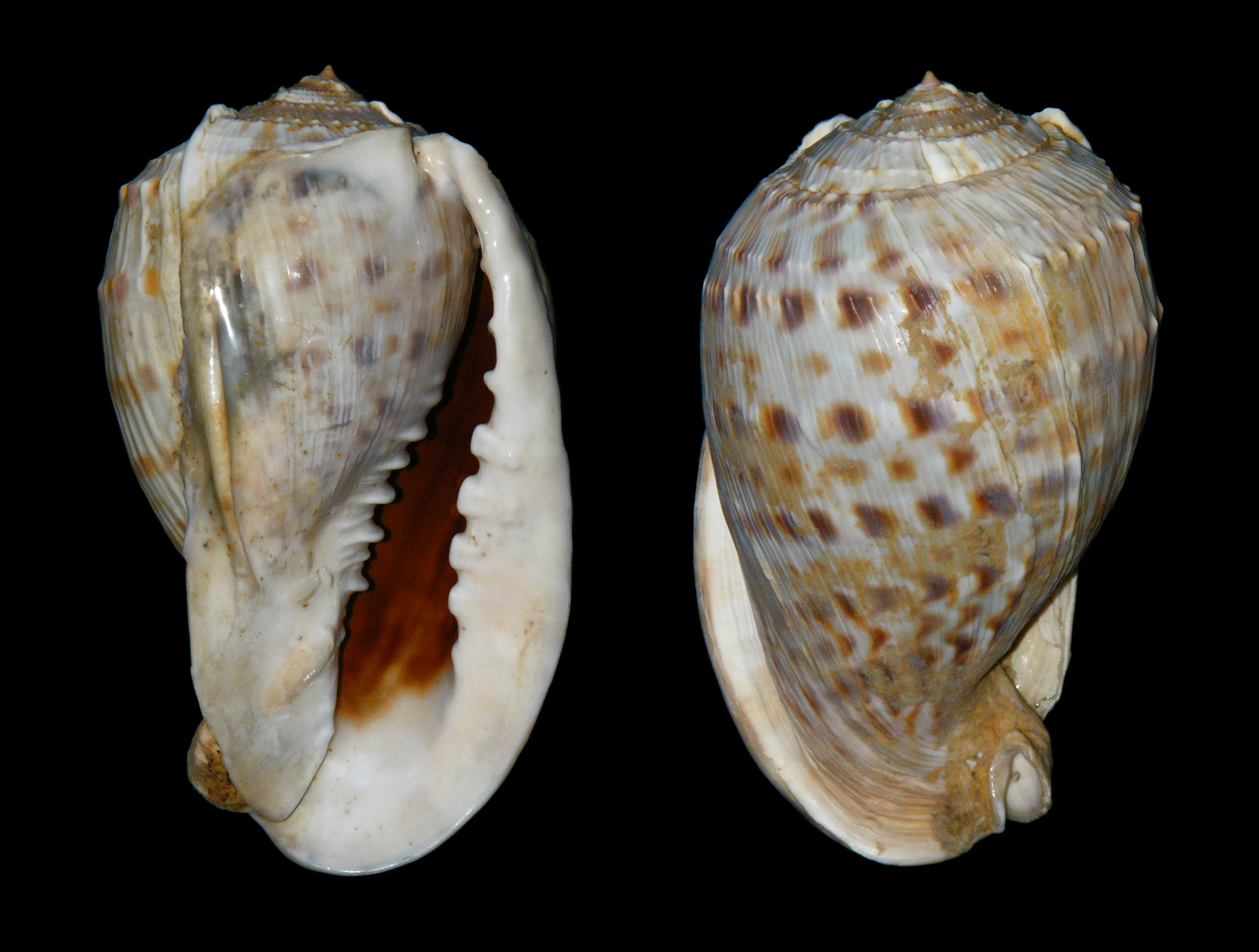
Cassis tessellata
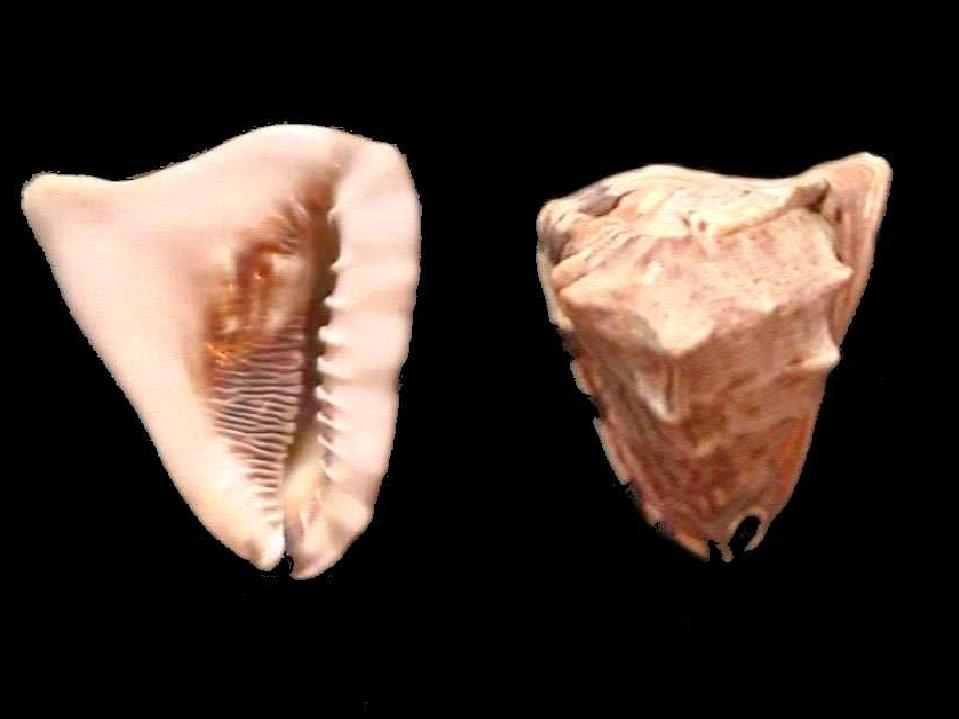
Cassis tuberosa